# Peter Schlemihl

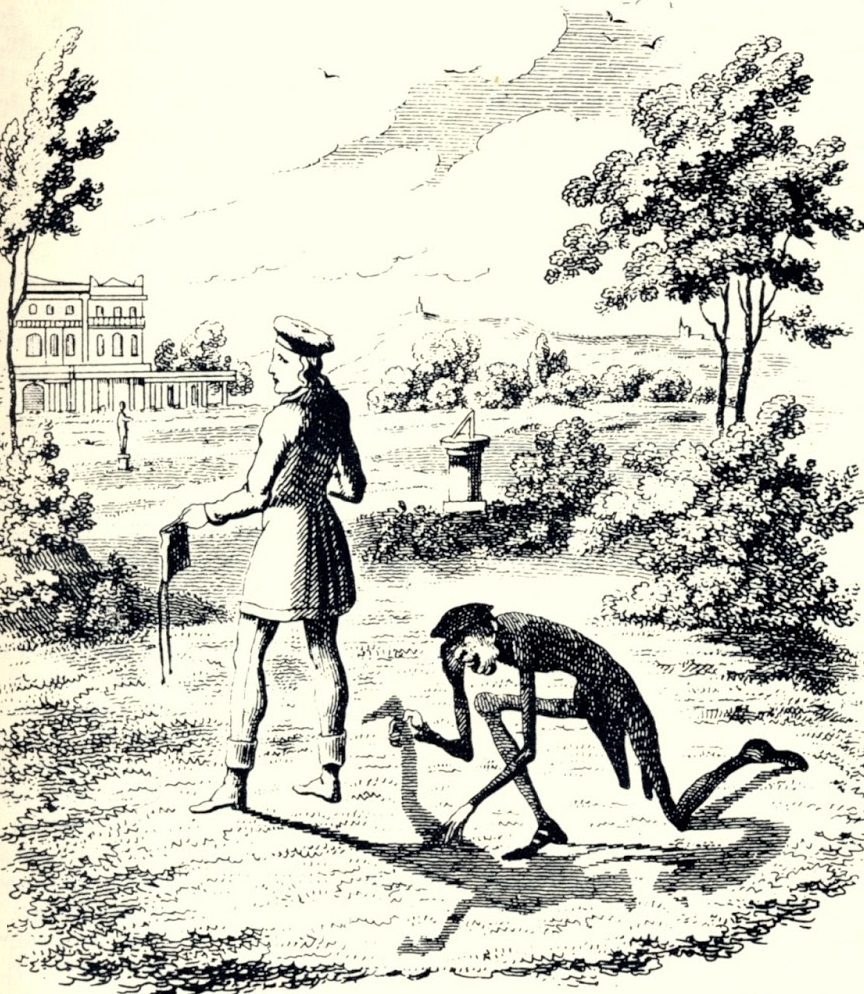
Ilustração de George Cruikshank, 1827

Peter Schlemihl é o personagem principal da novela fantástica A história Maravilhosa de Peter Schlemihl (Peter Schlemihls wundersame Geschichte), de Adelbert von Chamisso. Na história, Schlemihl vende sua sombra para o Diabo, o homem de casaca cinza,  por uma bolsa da fortuna, apenas para descobrir que um homem sem sombra é evitado por todos na sociedade.